# Acido perossimonosolforico
L'acido perossimonosolforico è un acido inorganico, di formula bruta H2SO5. È anche detto acido di Caro, dal nome del chimico tedesco Heinrich Caro.
Si prepara trattando anidride solforica SO3 con acqua ossigenata, e la reazione avviene con meccanismo analogo a quella di formazione dell'acido solforico; è instabile, e allo stato puro esplode con facilità, come i suoi sali: ad esempio trattando H2SO5 con una base forte come l'idrossido di potassio KOH, si formano sia solfato di potassio che perossimonosolfato di potassio KHSO5. Quest'ultimo si decompone rapidamente in ossigeno molecolare, acqua ossigenata e ione perossidisolfato. A volte, quando l'acqua ossigenata non risulta efficace, viene usato per ossidare ammine terziarie ai corrispondenti N-ossidi.